# Editio Critica Maior
L'Editio Critica Maior, abbreviata in ECM, è un'edizione critica del Nuovo Testamento greco realizzata dall'Institut für neutestamentliche Textforschung (Istituto per la ricerca testuale del Nuovo Testamento) in collaborazione con altri istituti internazionali.
Il progetto Editio Critica Maior è sostenuto dall'Unione delle Accademie tedesche delle scienze e delle scienze umane. La data di completamento prevista è il 2030.

## Metodologia
L'ECM è una documentazione dell'attività delle comunità cristiane che hanno trasmesso il Nuovo Testamento nel corso di 1 000 anni di storia mediante manoscritti in lingua greca, traduzioni e citazioni. La differenza tra le varie lezioni testuali è mostrata dal concetto di "direzione" nell'ECM, che riporta la prima versione stampata nel testo principale. Il suo scopo è quello di modificare il testo di ogni libro del Nuovo Testamento greco utilizzando ogni singolo manoscritto neotestamentario esistente, fatto che è necessario per valutare l'intera tradizione manoscritta e formulare giudizi basati sulle varianti testuali.
L'ECM è costruito col metodo genealogico basato sulla coerenza (Coherence Based Genealogical Method, CBGM). Quest'ultimo ha due componenti: la coerenza pre-genealogica e la coerenza genealogica. La coerenza pregenealogica è un metodo di critica testuale che utilizza strumenti informatici semiautomatico per confrontare i luoghi di variazione dei testimoni del Nuovo Testamento e determinare se le lezioni siano correlate. I risultati vengono esaminati da un esperto di critica testuale che applica i principi della critica per stabilire la direzionalità della lezione. I punti in cui non è possibile determinare la direzione o le biforcazioni sono indicati da un rombo nel testo. L'ECM è la prima edizione critica del Nuovo Testamento greco che comprende quindi:
1. una valutazione sistematica e matura dei testimoni;
2. una ricostruzione della forma più antica del testo recuperabile ovvero del testo iniziale;
3. un apparato critico completo e sistematico;
4. una spiegazione e una giustificazione completa della sua metodologia e delle sue conclusioni.[1]

## Pubblicazione
Ogni pubblicazione è composta da tre diversi volumi: il testo greco principale (che può essere diviso in una o più parti), il materiale supplementare e gli studi sul testo e sulla trasmissione di quel particolare libro/raccolta di epistole.
Alle edizioni stampate si affiancano le edizioni digitali disponibili presso la New Testament Virtual Manuscript Room (NTVMR), rilasciate simultaneamente all'edizione a stampa, ma prive degli studi.
L'edizione del Vangelo secondo Marco presentava una selezione di 206 testimoni manoscritti greci su cui si basava il testo, di cui 174 non concordavano con il tipo testuale bizantino per meno del 90%, o lo erano per circa il 100%. Questa selezione si basa su un campione di 196 passi del Vangelo secondo Marco, in cui sono stati collazionati tutti i manoscritti greci conosciuti e sono state annotate le varianti. Il comitato editoriale dell'ECM per il Vangelo secondo Marco era composto da Georg Gabel, Annette Hufmeier, Marie-Luise Lakmann, Gregory S. Paulson, Klaus Wachtel e Holger Strutwolf.

## Risultato
Le recenti edizioni del Nestle-Aland (28a edizione) e del Greek New Testament delle Società Bibliche Unite (5a edizione) seguono il testo dell'ECM per le epistole cattoliche.

## Edizioni pubblicate
Il Novum Testamentum Graecum Editio Critica Maior è pubblicato dalla Deutsche Bibelgesellschaft.
Il Vangelo secondo Marco
- Novum Testamentum Graecum Editio Critica Maior, I/2.1, The Gospel of Mark, Part 2.1, Text, ISBN  978-3-438-05615-3
- Novum Testamentum Graecum Editio Critica Maior, I/2.2, The Gospel of Mark, Part 2.2, Supplementary Material, ISBN 978-3-438-05616-0
- Novum Testamentum Graecum Editio Critica Maior, I/2.3, The Gospel of Mark, Part 2.3, Studies, ISBN 978-3-438-05617-7

Atti degli Apostoli
- Novum Testamentum Graecum Editio Critica Maior, III/1.1, The Acts of the Apostles, Part 1.1, Text, Chapter 1-14, ISBN 978-3-438-05609-2
- Novum Testamentum Graecum Editio Critica Maior, III/1.2, The Acts of the Apostles, Part 1.2, Text, Chapter 15-28, ISBN 978-3-438-05610-8
- Novum Testamentum Graecum Editio Critica Maior, III/2, The Acts of the Apostels, Part 2, Supplementary Material, ISBN 978-3-438-05612-2
- Novum Testamentum Graecum Editio Critica Maior, III/3, The Acts of the Apostles, Part 3, Studies, ISBN 978-3-438-05613-9

Lettere cattoliche
- Novum Testamentum Graecum Editio Critica Maior, IV/1, Catholic Letters, Part 1, Text, ISBN 978-3-438-05606-1
- Novum Testamentum Graecum Editio Critica Maior, IV/2, Catholic Letters, Part 2, Supplementary Material, ISBN 978-3-438-05607-8

Revelation
- Novum Testamentum Graecum Editio Critica Maior, VI/1, Revelation, Part 1, Text, ISBN 978-3-438-05619-1
- Novum Testamentum Graecum Editio Critica Maior, VI/2, Revelation, Part 2, Supplementary Material, ISBN 978-3-438-05620-7
- Novum Testamentum Graecum Editio Critica Maior, VI/3.1, Revelation, Part 3.1, Studies, ISBN 978-3-438-05621-4
- Novum Testamentum Graecum Editio Critica Maior, VI/3.2, Revelation, Part 3.2, Studies on Punctuation and Textual Structure, ISBN 978-3-438-05622-1

Pericopi parallele
- Novum Testamentum Graecum Editio Critica Maior, Parallel Pericopes, ISBN 978-3-438-05608-5